# Storebæltsbroen
Storebæltsbroen (deutsch die Großer-Belt-Brücke, auch: die Brücke über den Großen Belt) ist ein Brückenzug in Dänemark. Das Bauwerk ist Teil der Storebæltsforbindelsen genannten Querung der Meerenge Großer Belt zwischen den Inseln Fünen (dänisch Fyn) und Seeland (dänisch Sjælland) und besteht aus einer mautpflichtigen Autobahn mit zwei Fahrstreifen je Richtung und einer Eisenbahnverbindung. Im westlichen Teil zwischen Fünen und der Insel Sprogø liegen die Eisenbahn- und die Straßenbrücke getrennt parallel. Zwischen Sprogø und Seeland verläuft die Bahnstrecke nicht über die Brücke, sondern unter dem Meeresboden in einem Tunnel. Einen Fußweg gibt es nicht; nichtmotorisierte Verkehrsteilnehmer müssen daher die Eisenbahn benutzen.
Im Westen verbinden zwei Spannbeton-Hohlkastenbrücken mit geringem Abstand Fünen mit der kleinen Insel Sprogø. Den östlichen Brückenabschnitt bildet eine Hängebrücke, die mit einer Hauptspannweite von 1624 Metern zu den längsten Hängebrücken der Welt gehört.
Die Kosten für das Bauwerk betrugen umgerechnet ca. 3,8 Milliarden Euro. Die Baukosten sollen – nach Schätzungen des Betreibers im Jahr 1998 – innerhalb von 35 Jahren mit Hilfe von Mautgebühren refinanziert werden.

## Lage und Konstruktion

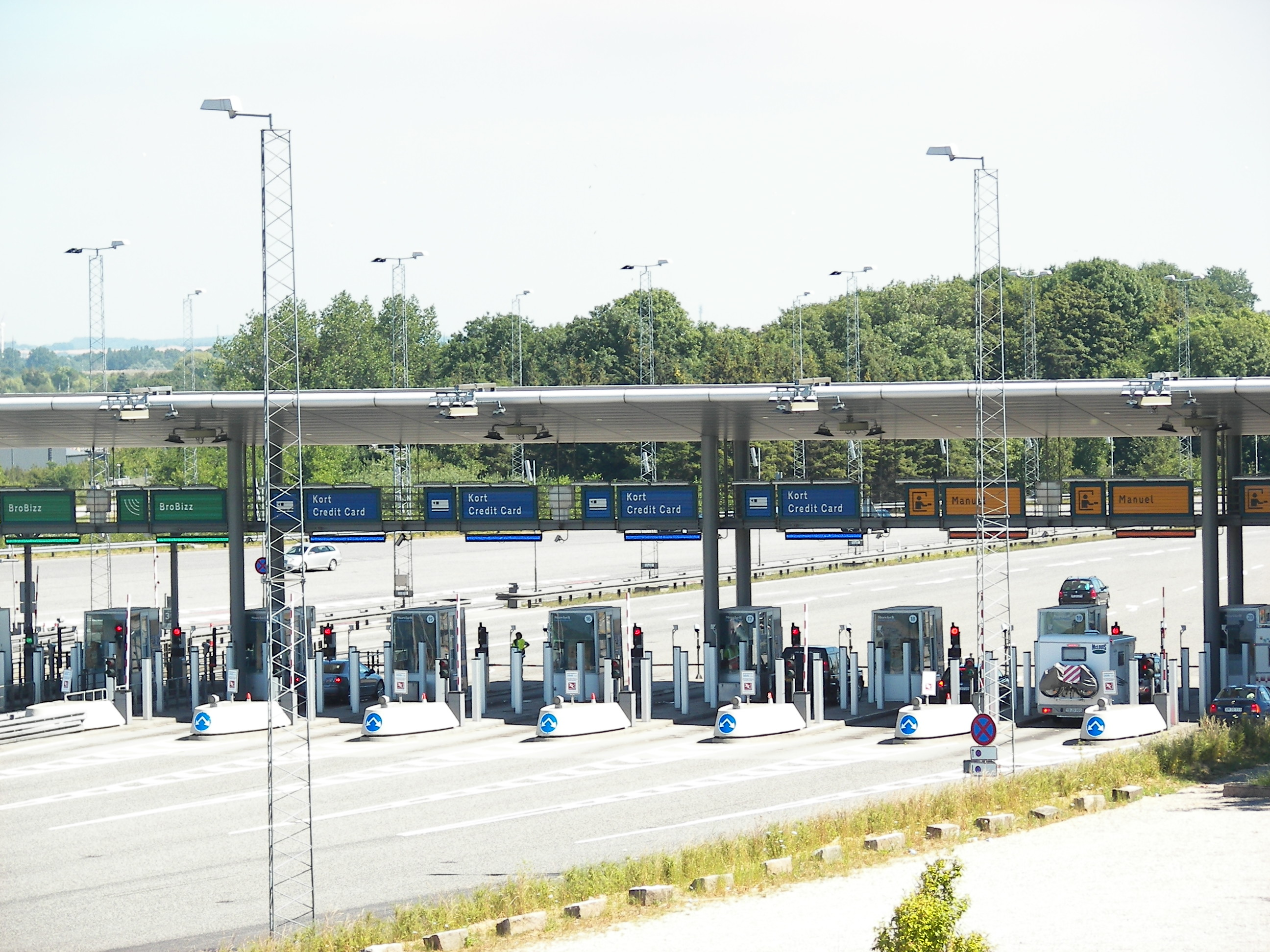
Mautstation am östlichen Ende bei Halsskov auf Seeland

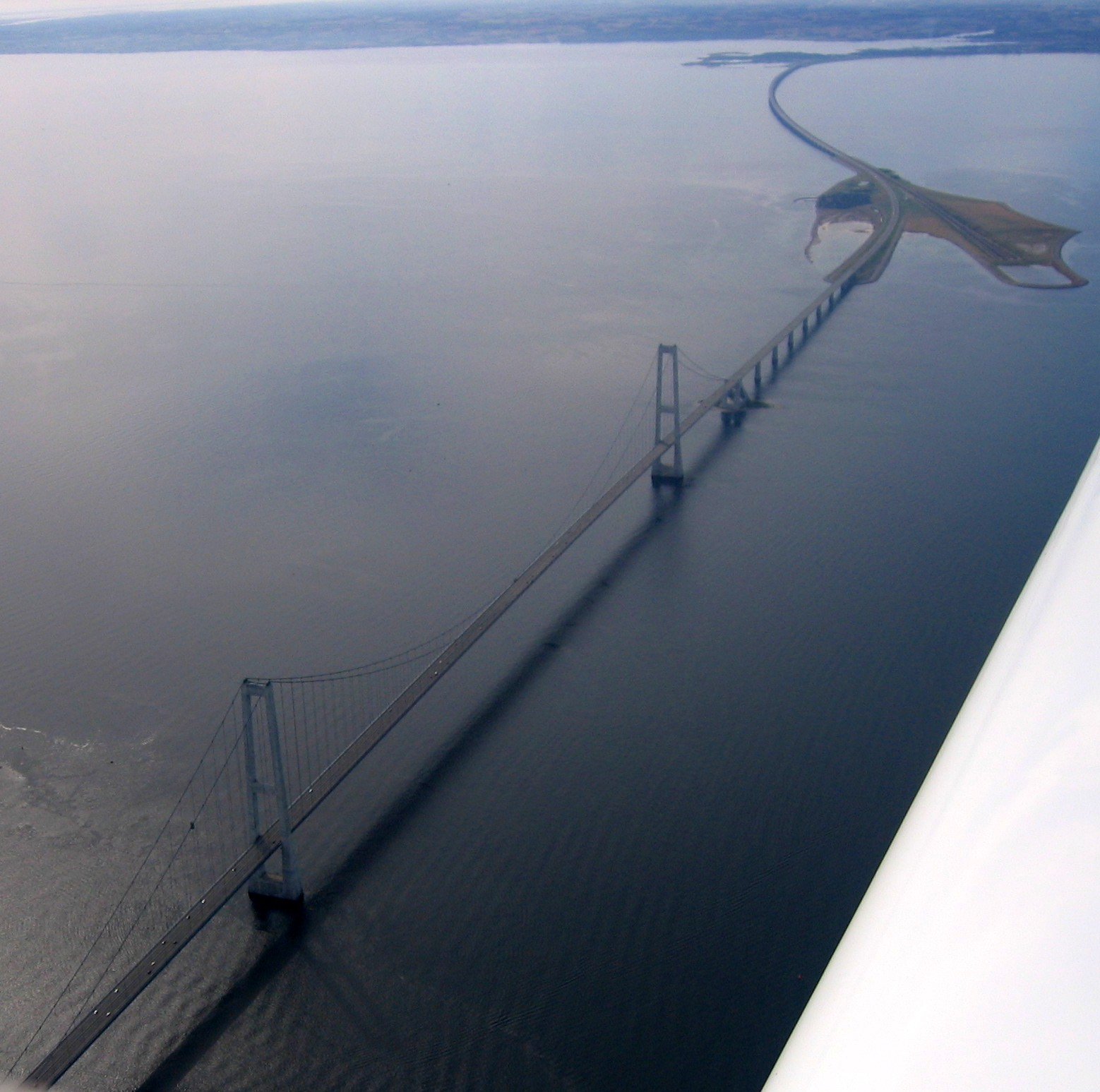
Storebæltsbro aus der Vogelperspektive (mit Sprogø und Fünen im Hintergrund)

Bis zur Inbetriebnahme der Großer-Belt-Brücke bestand eine Fährverbindung zwischen Fünen und Seeland. Eingesetzt wurden kombinierte Straßenfahrzeug- und Eisenbahnfährschiffe, die Häfen lagen bei Nyborg und Korsør.
Die Eisenbahn- und die Straßenbrücke liegen im Westteil zwischen Fünen und Sprogø parallel nebeneinander. Auf der Ostseite zwischen der künstlich vergrößerten Insel Sprogø und Seeland verlaufen die beiden Verkehrswege unabhängig voneinander. Die Bahnstrecke København–Fredericia führt durch einen acht Kilometer langen Tunnel unter der Hauptfahrrinne des Großen Belts, die Straße über eine Hochbrücke. Die Eisenbahnverbindung ging 1997 in Betrieb, die Straße im darauffolgenden Sommer 1998. Die Mautstelle befindet sich für beide Fahrtrichtungen auf der seeländischen Seite.
Die Westbrücken wurden maßgeblich mit dem großen Schwimmkran Svanen installiert, der die Fertigteile auf die Pfeiler hob. Der zwischen der Insel Sprogø und Seeland gelegene östliche Abschnitt des Bauwerks hat eine gesamte Länge von 6790 Metern. Teil dieser Konstruktion ist eine Hängebrücke, die mit ihrer Länge von 2694 Metern und einer Hauptspannweite von 1624 Metern die längste Hängebrücke, die vollständig in Europa liegt, ist. Nach der Çanakkale-1915-Brücke, der Akashi-Kaikyō-Brücke und der Xihoumen-Brücke ist sie die viertlängste Hängebrücke der Welt. Ihre Stahlbetonpylone haben eine Höhe von 254 Metern, der Fahrbahnträger ist 31 Meter breit und liegt ungefähr 70 Meter über dem Meeresspiegel.
Die Durchfahrt unter der Brücke ist auf Schiffe mit höchstens 65 m Höhe beschränkt. Der Tiefgang der Schiffe darf über dem parallel liegenden Großer-Belt-Bahntunnel bis zu 15,4 m betragen (siehe Baltimax). Der Öresund als Alternativroute erlaubt demgegenüber nur 8 m Tiefgang und der Nord-Ostsee-Kanal 9,5 m.
Betreiber der Storebæltsbro ist eine Tochterfirma der staatseigenen Gesellschaft Sund & Bælt, die auch für die Projektierung der geplanten „festen“ Fehmarnbeltquerung verantwortlich zeichnet, die die Fährverbindung zwischen Fehmarn auf deutscher und Lolland auf dänischer Seite ersetzen soll.

## Zwischenfälle
Am 3. März 2005 havarierte der 88 Meter lange dänische 3500-Tonnen-Frachter Karen Danielsen mit der Westbrücke. Ein kroatischer Seemann starb, nachdem er in den Laderaum des Schiffes gestürzt war. Der Kapitän wurde schwer, drei weitere Matrosen leicht verletzt. Die Kommandobrücke des Schiffes wurde abgerissen, das Schiff unter der Brücke eingeklemmt. Das Bauwerk wurde nach einigen Stunden wieder eingeschränkt für den Verkehr freigegeben.
Am Morgen des 2. Januar 2019 kam es um 7:45 Uhr bei heftigen Winden zu einem Eisenbahnunfall auf der Eisenbahnbrücke zwischen Fünen und Sprogø, wobei auch die Fahrbahn der Straßenbrücke beeinträchtigt wurde. Dabei verloren 8 Menschen das Leben, weitere 16 wurden verletzt.

## Windeinflüsse
Die Westbrücke ist für den Zugbetrieb mit zwei Windmessstellen ausgestattet, die vom Danmarks Meteorologiske Institut (DMI) überwacht werden. Ab einer gemessenen Windgeschwindigkeit von 21 m/s (75,6 km/h) im Mittel von zehn Minuten gilt für Güterzüge eine Höchstgeschwindigkeit von 80 km/h. Ab 27 m/s (97,2 km/h) wird der Güterverkehr gänzlich eingestellt, für elektrisch geführte Reisezüge gilt dann die Höchstgeschwindigkeit von 100 km/h, für mit Dieselfahrzeugen geführte Reisezüge gibt es keine Einschränkung. Ab 30 m/s (108 km/h) wird der Gesamtverkehr eingestellt.
Als Folge des Unfalles vom 2. Januar 2019 wurden die Sicherheitsbestimmungen bei Starkwind am 8. Januar 2019 geändert. Bis 15 m/s im 10-Minuten-Mittel gelten keine Einschränkungen, zwischen 15 und 20 m/s dürfen Güterzüge (ausgenommen leer laufende Lokomotiven) maximal 80 km/h fahren. Zwischen 20 und 25 m/s wird der Güterverkehr (ausgenommen leer laufende Lokomotiven) eingestellt. Reisezugverkehr ist bis zu 25 m/s ohne Einschränkung möglich, bei höheren Windgeschwindigkeiten wird der Gesamtverkehr eingestellt.

## Sonstiges
Storebæltsbroen wird als Motiv auf den 1000-Kronen-Banknoten verwendet. Die Banknote ist Teil einer zwischen 2009 und 2011 veröffentlichten Serie, die unter anderem dänische Brücken als Thema hat. Sie wurde von der Künstlerin Karin Birgitte Lund gezeichnet.
2009 wurde die Ostbrücke von dem in Finnland gebauten Kreuzfahrtschiff Oasis of the Seas unterquert. Das Schiff ist im Normalzustand 72 m hoch. Um die Durchfahrt zu ermöglichen, wurde es mit einfahrbaren Schornsteinen ausgerüstet, wodurch die Höhe auf 64,75 m, d. h. 25 cm unter der lichten Höhe, verringert werden konnte. Durch Unterquerung mit maximaler Geschwindigkeit konnte der Spielraum auf 50 cm erhöht werden (Squat-Effekt).
Am 2. Juli 2022 führte die 2. Etappe der 109. Austragung der Tour de France von Roskilde nach Nyborg über die Storebæltsbroen. Da der Wind frontal gegen das Fahrerfeld blies, blieben die von der Organisation erhofften Windstaffeln jedoch aus.

## Bilder

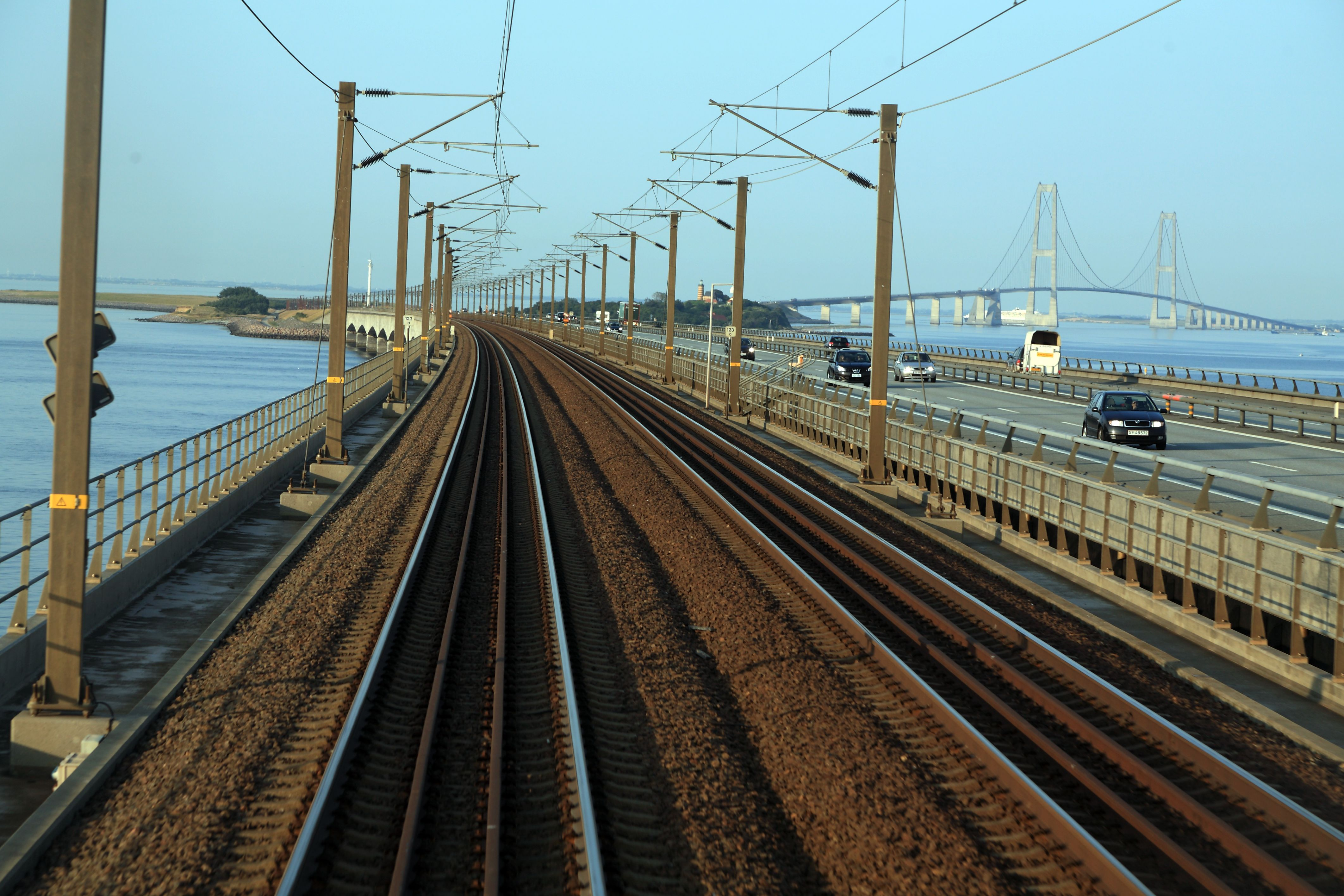
West- und Ostbrücke, Brückenfahrbahn
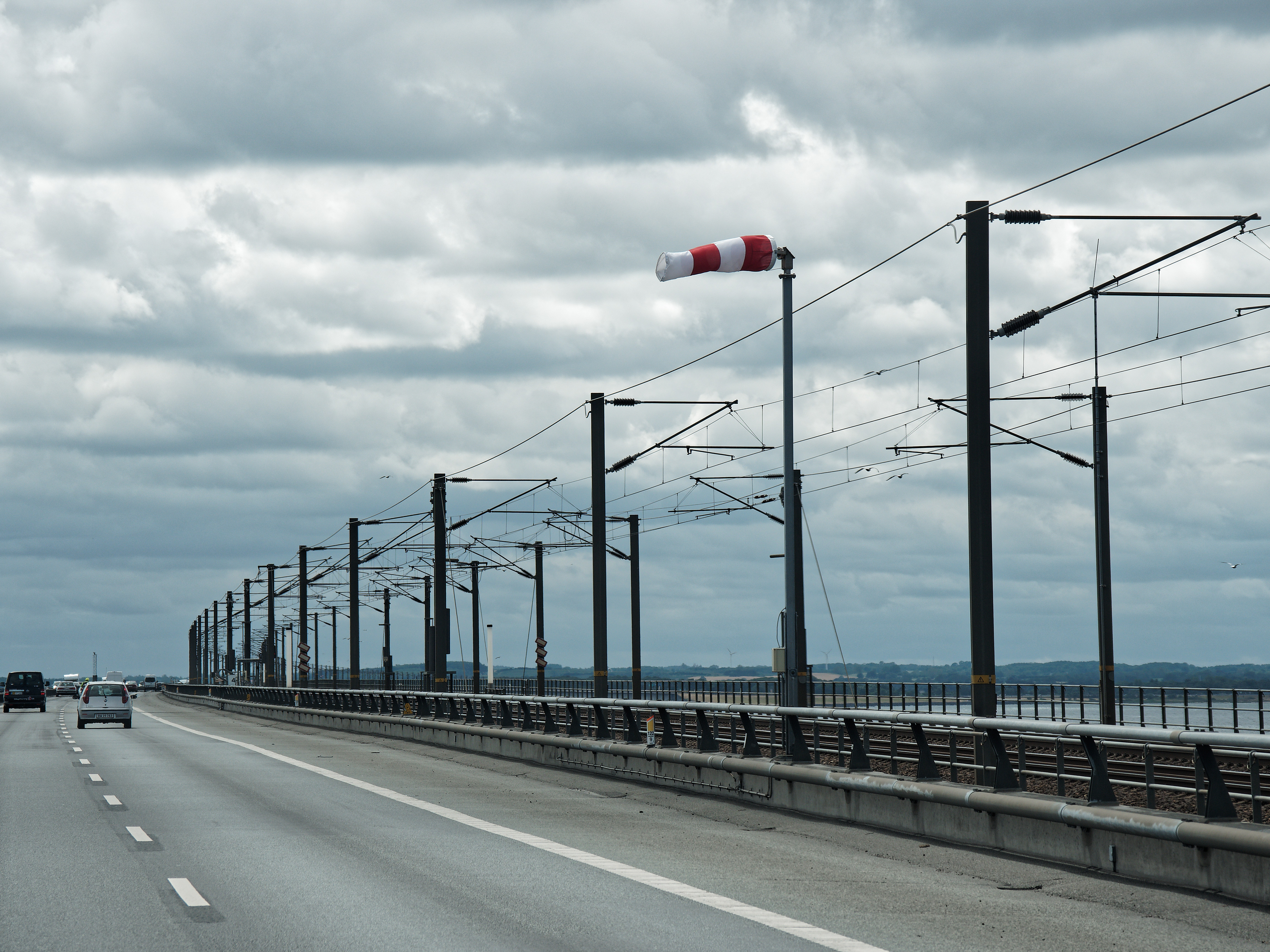
Fahrbahn und Eisenbahngleise auf den Westbrücken
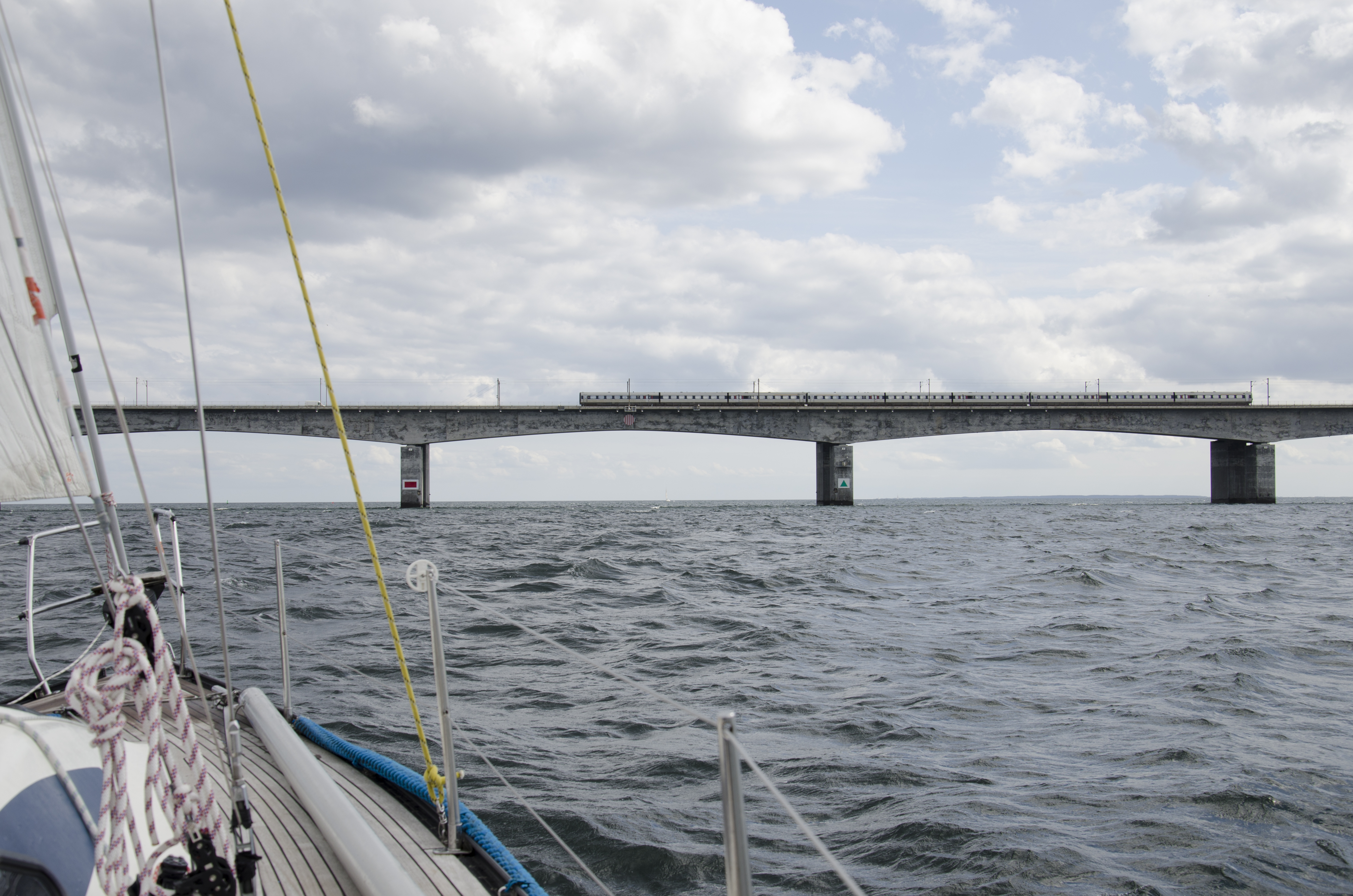
Westbrücken vom Wasser aus
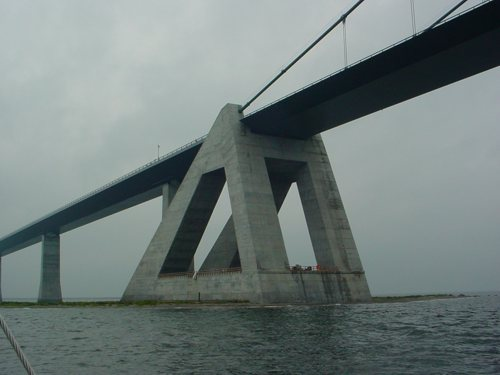
Ostbrücke, Verankerung der Brückenkabel
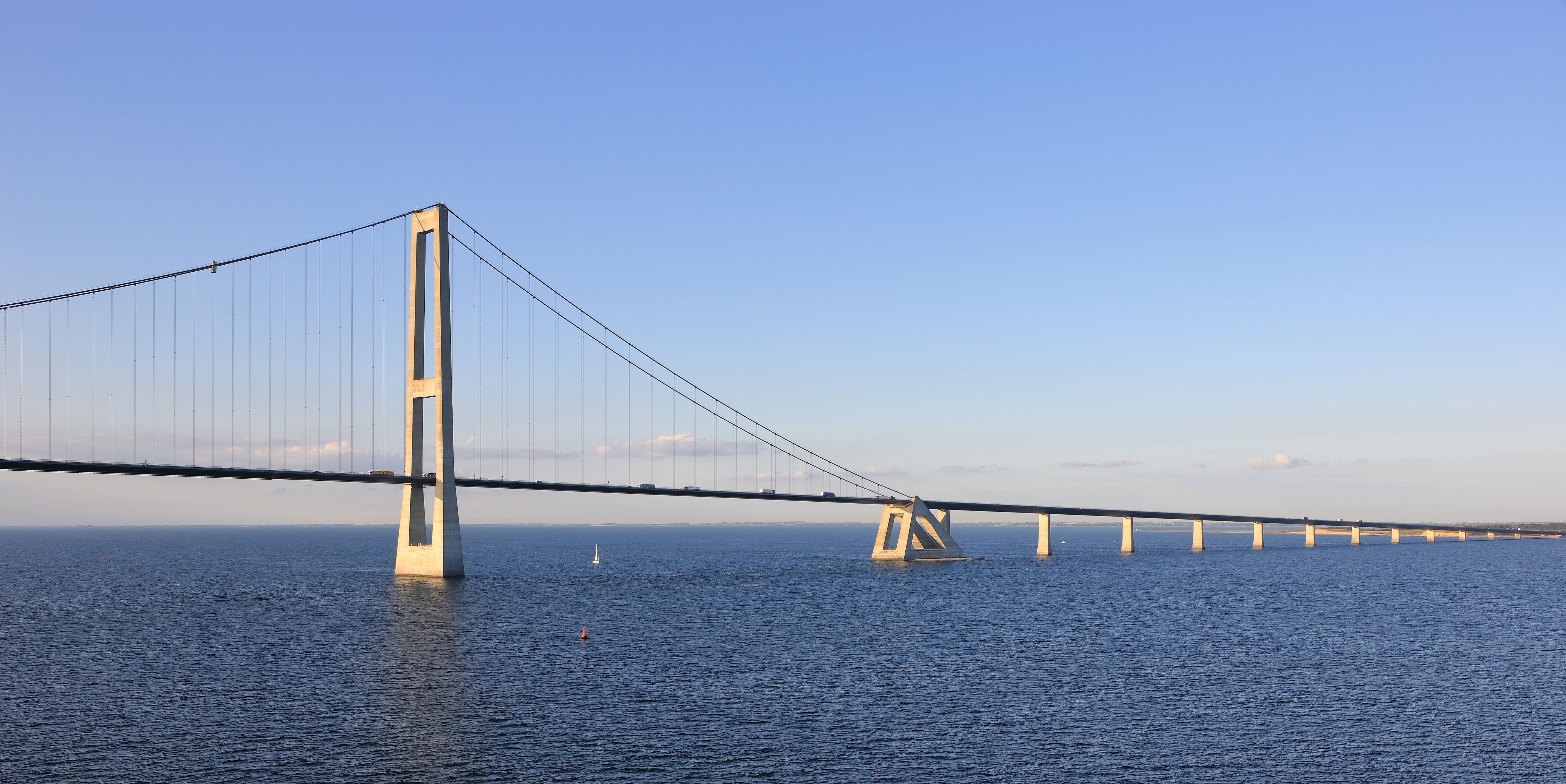
Die Ostbrücke von einem Schiff aus gesehen
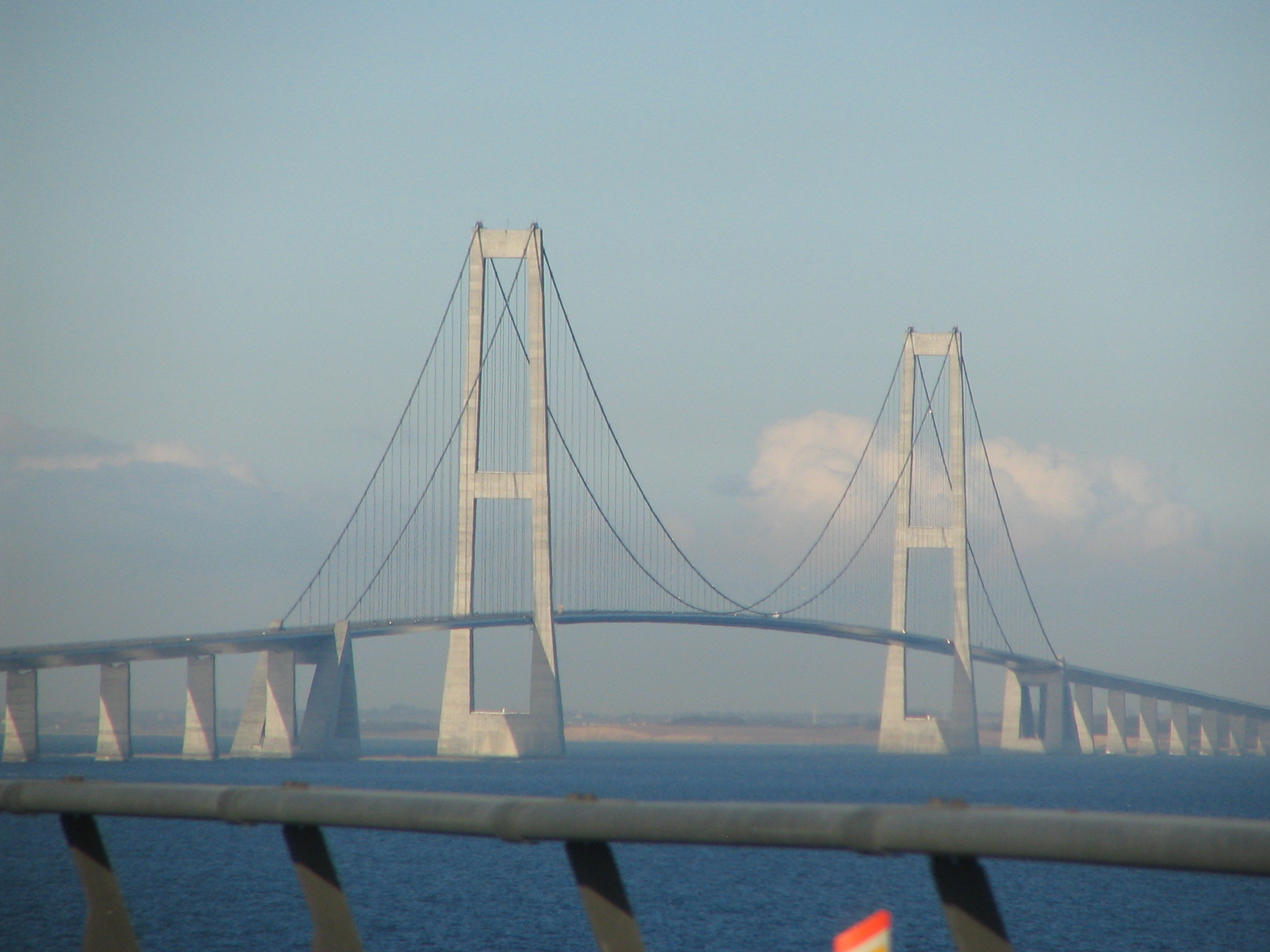
Gesamtansicht der Ostbrücke
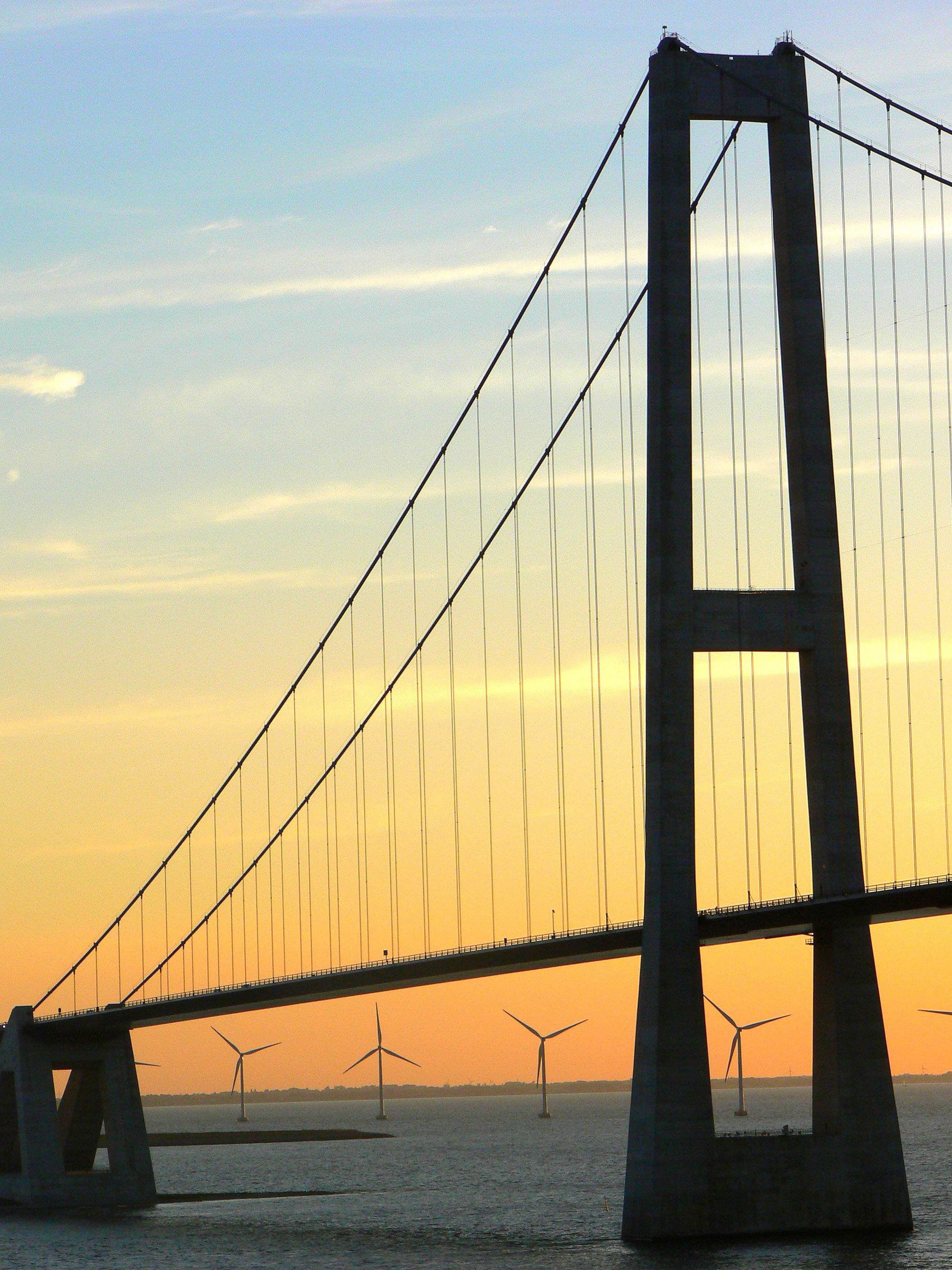
Die Ostbrücke